# Czarny Dunajec
Czarny Dunajec est une ville polonaise, siège de la gmina de Czarny Dunajec, située dans le powiat de Nowy Targ en voïvodie de Petite-Pologne.
Czarny Dunajec est devenue une ville le 1er janvier 2023.